# 흉터
흉터는 궤양, 상해, 경색 등으로 발생하는 다양한 기관의 조직 결손이 육아 조직의 형성을 거쳐 최종적으로 교원 섬유와 결합 조직을 대체하는 것으로 복구된 상태이다. 반흔(瘢痕)이라고도 한다.

## 유형
- 비대성 흉터
- 켈로이드
- 위축성 흉터
- 튼살
- 배꼽 흉터